# ألكسندر جولد
الكسندر جيروم جولد (بالإنجليزية: Alexander Gould)‏ (ولد في 4 مايو 1994) هو طفل أمريكي وممثل صوتي. وقد مثل صوت نيمو في الفليم البحث عن نيمو, كما يلعب حاليا دور شين بوتون في المسلسل التلفيزيوني ويدز.

## السيرة
ولد جولد ونشأ في لوس أنجلس، كاليفورنيا لأبوين يهوديين، فاليري وتوم جولد. وبدأ يمثل وهو رضيع وكما هو معروف أفضل لدوره كشين بوتون على مسلسل ويدز. وقدم أيضا صوت شخصية في فليم ديزني/بيكسار البحث عن نيمو. لقد ظهر أيضا على ألي مكبيل، مالكوم في الوسط، القانون والنظام: الوحدة الخاصة للضحايا,خارق للطبيعة (مسلسل), وبوشنغ ديزيز. كما ادى صوت بامبي في بامبي 2

## روابط خارجية
- ألكسندر جولد على موقع IMDb (الإنجليزية)
- ألكسندر جولد على موقع ميتاكريتيك (الإنجليزية)
- ألكسندر جولد على موقع روتن توميتوز (الإنجليزية)
- ألكسندر جولد على موقع ألو سيني (الفرنسية)
- ألكسندر جولد على موقع أول موفي (الإنجليزية)
- ألكسندر جولد على موقع قاعدة بيانات الأفلام السويدية (السويدية)
- ألكسندر جولد على موقع إن إن دي بي (الإنجليزية)
- ألكسندر جولد على موقع ديسكوغز (الإنجليزية)
- ألكسندر جولد على موقع قاعدة بيانات الفيلم (الإنجليزية)
- ألكسندر جولد على موقع كينوبويسك (الروسية)